# Szkoły publiczne w Hamtramck

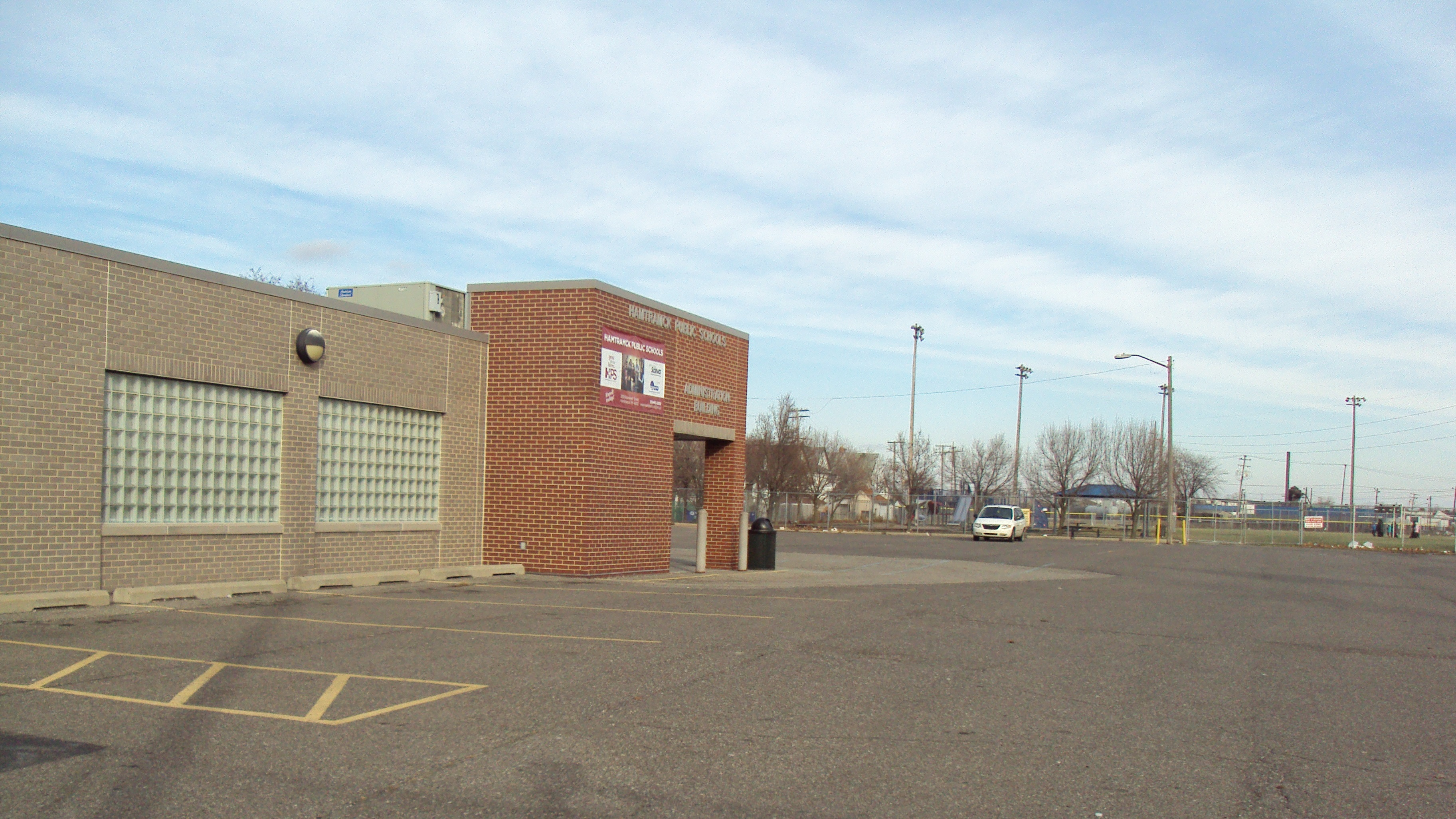
HPS Administration

Szkoły publiczne w Hamtramck (ang. Hamtramck Public Schools, w skrócie HPS) – publiczny, czyli utrzymywany za pieniądze podatników, okręg szkolny znajdujący się w mieście Hamtramck w stanie Michigan (USA) na terenie aglomeracji Detroit. W okręgu znajdują się szkoły oferujące Program Wyboru (ang. School of Choice Program), w których uczniowie spoza okręgu mają możność kształcenia się w tym mieście.
Według oficjalnych danych za rok 2011 odsetek uczniów kończących szkołę średnią wynosił w okręgu 62%. W związku z tym niedochodowa organizacja charytatywna United Way of America podjęła starania – wsparte finansowo przez fundację firmy General Motors sumą 27,1 mln USD – by poprawić ten stan rzeczy.

## Historia

### XX wiek

The oldest HPS school campus, Holbrook Elementary School

Gdy w roku 1922 Hamtramck uzyskało prawa miejskie Rada Szkolna składała się wyłącznie z Polaków, a większość uczniów była polskimi katolikami. W 1925 roku z 7526 uczniów w okręgu około 5400 stanowili Polacy urodzeni w Polsce; połowa z nich nie miała amerykańskiego obywatelstwa. Do połowy lat dwudziestych z dzieci uczęszczających do szkół w Hamtramck 66% było uczniami szkół publicznycj. Typowa szkoła publiczna miała średnio 45 uczniów w klasie, natomiast szkoły przyparafialne w Hamtramck nawet siedemdziesięciu. We wczesnych latach dwudziestych roczny przyrost liczby uczniów HPS wynosił 27%, podczas gdy w szkołach niepublicznych około 6%. W tym okresie język polski stał się językiem nauczania w HPS. W 1925 roku do Hamtramck High School uczęszczało 655 uczniów. JoEllen McNergney Vinyard, autorka książki „For Faith and Fortune: The Education of Catholic Immigrants in Detroit, 1805-1925” pisze, że w Hamtramck High było „znacznie więcej uczniów niż we wszystkich polskich katolickich szkołach Detroit razem wziętych”.
W tamtych czasach rodziny hamtramckie częstokroć posyłały swe dzieci do zerówek przy szkołach publicznych, by następnie przenieść je do szkół przyparafialnych na czas, w którym najważniejsza była nauka religii. Dlatego w grupach wiekowych od 7 do 12 szkoły katolickie miały najwięcej uczniów. Gdy czas ten mijał wielu uczniów (także ze względu na koszty) wracało do szkół publicznych. W roku 1925 do szkół publicznych uczęszczało 1467 uczniów w wieku 14-15 lat, podczas gdy do szkół niepublicznych zaledwie 217.
Na przestrzeni XX wieku 8% nauczycieli HPS stanowili Polacy. „Liczba nauczycieli pochodzenia polskiego w Detroit nie jest tak duża jak w Hamtramck, gdzie stanowią ponad osiem procent całego grona nauczycielskiego. Dla porównania: w Northeastern High School w Detroit tylko dyrektor, bibliotekarka i dwoje nauczycieli to Polacy urodzeni w Europie”.

### XXI wiek

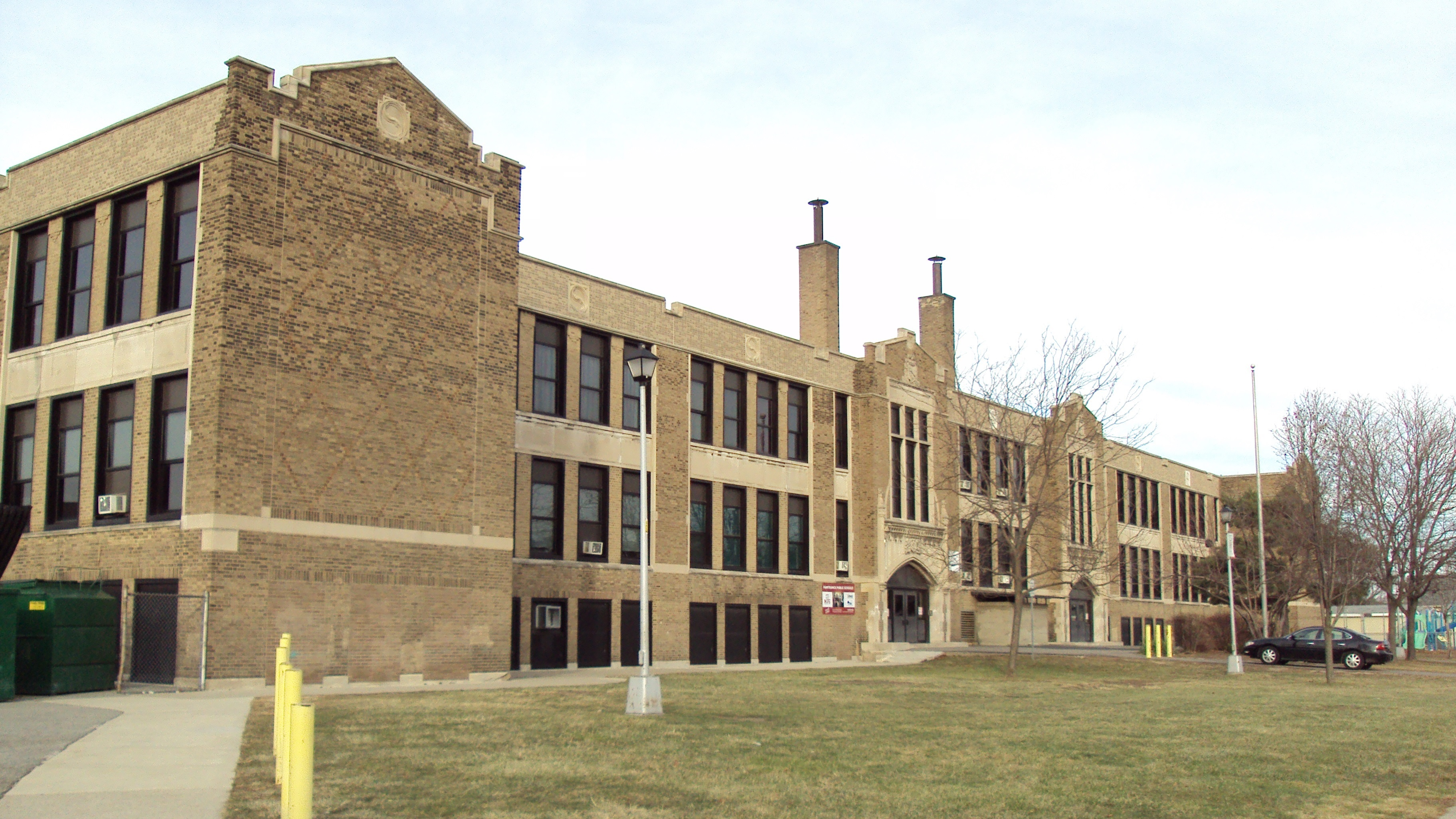
Kosciuszko Middle School

W lutym 2003 roku okręg miał 3800 uczniów, a budżet roczny wynosił 35 milionów USD. W kwietniu George Ward, były zastępca prokuratora hrabstwa Wayne, przeprowadził śledztwo odnośnie do wydatków okręgu. Dochodzenie ujawniło, że okręg wydał 80 003 USD i stracił 18 miesięcy na zbudowanie pawilonu ogrodowego w Veterans Memorial Park. W rzeczywistości pawilon został zakupiony jako zestaw do składania za 2000 USD. W rezultacie przyjęto pięcioletni plan poprawy sytuacji w okręgu. Gazeta "Detroit News)" określiła sytuację okręgu jako „kłopotliwą”.
W czerwcu 2004 roku Detroit News nazwał sytuację finansową okręgu „katastrofalną”. 24 czerwca 2004 roku Departament Edukacji stanu Michigan wysłał grupę ekspertów, którzy mieli skontrolować stan finansowy i edukacyjny okręgu. Gazeta Detroit News pisała, że zgodnie z prawem stanowym władze – przed przejęciem zarządzania okręgiem – winny przeprowadzić drobiazgową kontrolę finansową. Martin Ackley, rzecznik Toma Watkinsa, stanowego superintendenta (odpowiednik ministra) edukacji wyjaśnił, że nie chodzi o przejęcie władzy, lecz raczej czegoś, co określił jako „pomoc stanową”.
Uruchomienie w roku 2005 systemu szkół czarterowych (placówek oświatowych korzystających z funduszy publicznych lecz niezależnych od okręgów) zmniejszyło nabór nowych uczniów do szkół okręgu Hamtramck. Paul Stamatakis, nowy superintendent oświadczył, że specjalna komisja oceni, czy sytuację okręgu zmieni wprowadzenie klas z językami arabskim i bengali. Chodziło o przyciągnięcie uczniów-muzułmanów. Angel Cecil w artykule w "(Detroit Free Press" napisała, że „okręgi szkolne Detroit i Hamtramck, borykające się ze zmniejszeniem liczby uczniów, mają szansę przyciągnąć tych, którzy chcą klas z językiem arabskim”. Tymczasem okręg miał bardzo skromny fundusz przeznaczający 6700 USD na ucznia rocznie. W wymiarze stanowym była to kwota najniższa; dla porównanie w okręgu szkolnym Detroit było to 7100 USD na ucznia. M. Kay Siblani z pisma "The Arab American News" pisał, że „zmniejszanie się naboru, rosnące koszta i niewystarczająca pomoc stanu powodują, że system jest niemal nie do naprawienia”.
W roku 2008 przedstawiciele okręgu poinformowali, że chcą zaoferować różnorakie programy pozaszkolne, w tym wynajem budynków, kursy kulinarne i komputerowe, a także poszerzyć zakres kształcenia dla dorosłych.

## Dane demograficzne
W roku szkolnym 2013/2014 w okręgu było 3078 uczniów pochodzących z 23 krajów. Dla mniej niż 45% uczniów angielski był językiem ojczystym. W 2013 roku najczęściej używanymi językami nie-angielskimi okręgu były bengali, arabski, bośniacki, polski i albański, a 45% uczniów mówiło po arabsku.
Sally Howell, autorka pracy „Competing for Muslims: New Strategies for Urban Renewal in Detroit”, pisze: „Trudno znaleźć w Hamtramck nauczycieli, którzy pozytywnie ocenialiby wyzwania, jakie niosą ze sobą te zmiany. Szkoły publiczne, otoczone morzem nie mówiących po angielsku mieszkańców i rozbite napięciami etnicznymi wśród nastolatków, wciąż jeszcze starają się zapobiegać ucieczce muzułmańskich uczniów do szkół czarterowych bądź do okręgu szkolnego w Highland Park”.

## Szkoły

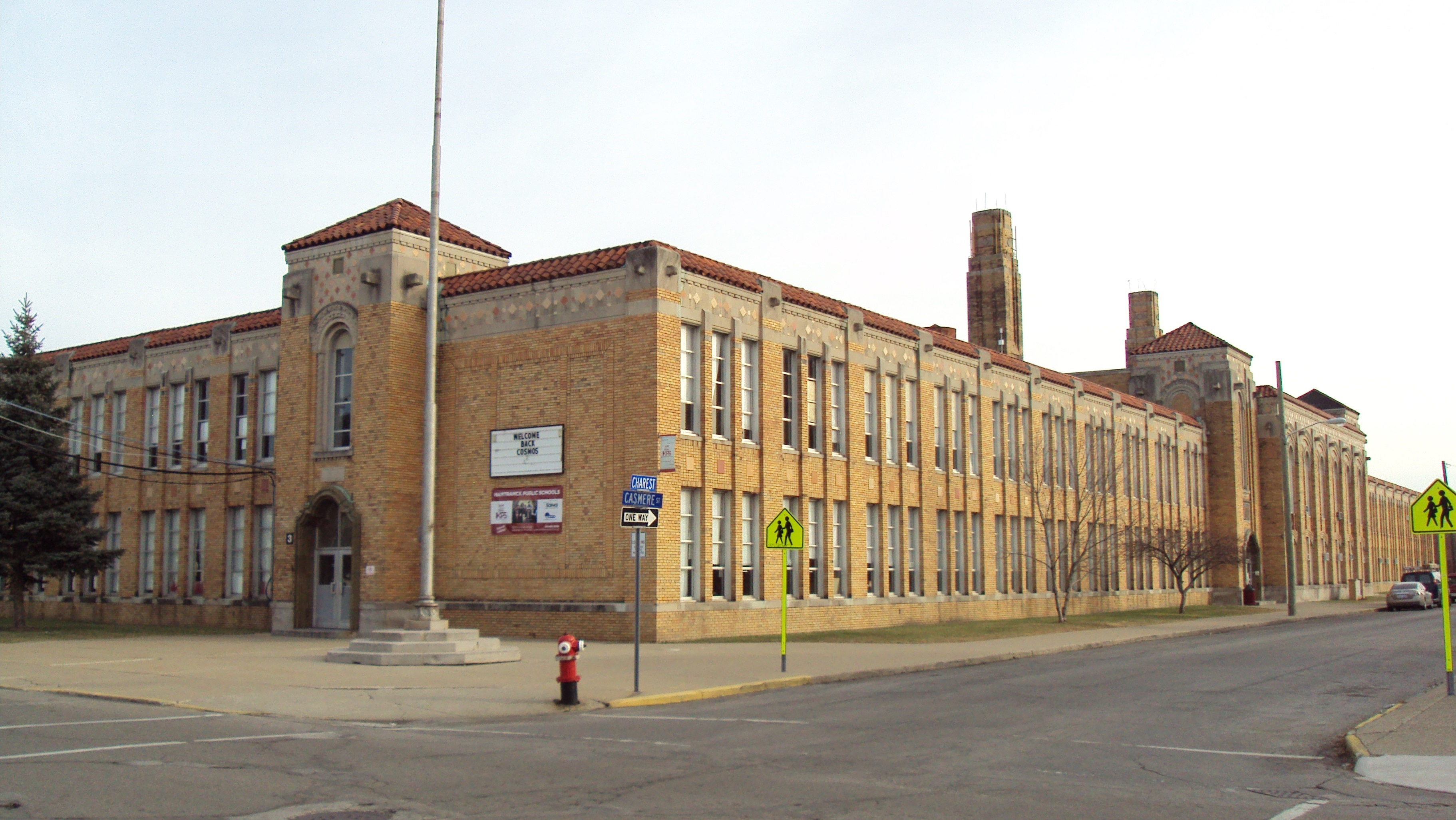
Hamtramck High School

## Szkoły[15]

### High School (Liceum)
- Klasy 9-12
  - Hamtramck High School
  - Horizon High School (niepubliczna)

### Middle School (Gimnazjum)
- Klasy 7-8
  - Kosciuszko Middle School
    - Nazwana na cześć Tadeusza Kościuszki. Uczęszcza około 400 uczniów. Status middle school uzyskała w latach siedemdziesiątych; uprzednio była szkołą podstawową[16].

### Elementary Schools (Szkoły podstawowe)
- Klasy 1-6
  - Dickinson East Elementary School
  - Dickinson West Elementary School

- Klasy K-7
  - Holbrook Elementary School
    - Holbrook jest najstarszą szkołą w Hamtramck. Nazwano ją tak na cześć rodziny Dewitta C. Holbrooka, jednego z założycieli miasta. W roku 1886 powstał pierwszy, drewniany, 3-izbowy budynek szkolny. W 1896 powstał budynek murowany, a szkoła liczyła 350 uczniów. Liczba uczniów w latach 1901–1903 stale rosła, więc w 1913 dobudowano dodatkowe skrzydło. W latach dwudziestych trzecią kondygnację strawił pożar; nigdy jej nie odbudowano. W 1929 budynek uległ przebudowie. Na stronie internetowej szkoły czytamy: „W ramach remontu udoskonalono ogrzewanie i oświetlenie, ale budynek jako taki pozostał do dziś taki, jaki był w roku 1929”[17].

### Szkoły nieistniejące
- Carpenter Elementary School – wyburzona
- Copernicus Elementary/Middle School – w tym miejscu obecnie znajduje się Hamtramck High School
- stara Hamtramck High School – Hamtramck High mieściła się w budynku u zbiegu ulic Wyandotte i Hewitt do czasu, aż została w latach siedemdziesiątych przeniesiona w miejsce zlikwidowanej szkoły Copernicus; Stary budynek został zburzony
- Pilsudski Elementary School – wyburzona
- Pulaski Elementary School – wyburzona